# Leichtathletik-Hallenasienmeisterschaften 2014
Die 6. Leichtathletik-Hallenasienmeisterschaften fanden zwischen dem 15. und 16. Februar 2014 in der chinesischen Stadt Hangzhou statt.
Hangzhou war damit nach 2012 zum zweiten Mal in Folge Austragungsort der Hallenmeisterschaften.

## Ergebnisse Männer

### 60 m
| Platz | Athlet               | Land | Zeit (s) |
| ----- | -------------------- | ---- | -------- |
| 1     | Samuel Francis       | QAT  | 6,61     |
| 2     | Femi Ogunode         | QAT  | 6,62     |
| 3     | Reza Ghasemi         | IRI  | 6,68     |
| 4     | Masashi Eriguchi     | JPN  | 6,73     |
| 5     | Eric Cray            | PHI  | 6,75 NIR |
| 6     | Mo Youxue            | CHN  | 6,77     |
| 7     | Calvin Kang Li Loong | INA  | 6,80     |
| 8     | Yahya al-Noufali     | OMA  | 6,85     |

Finale: 15. Februar 2014

### 400 m
| Platz | Athlet              | Land | Zeit (s) |
| ----- | ------------------- | ---- | -------- |
| 1     | Mehdi Zamani        | IRI  | 48,25    |
| 2     | Sergei Saikow       | KAZ  | 48,37    |
| 3     | Ahmed Mubarak Saleh | OMA  | 48,51    |
| 4     | Chen Jianxin        | CHN  | 48,61    |
| 5     | Kazuya Watanabe     | JPN  | 48,68    |
| 6     | Igor Kondratjew     | KAZ  | 48,78    |

Finale: 15. Februar 2014

### 800 m
| Platz | Athlet                   | Land | Zeit (min) |
| ----- | ------------------------ | ---- | ---------- |
| 1     | Musaeb Abdulrahman Balla | QAT  | 1:50,27    |
| 2     | Ebrahim al-Zofairi       | KUW  | 1:50,86    |
| 3     | Yasuhiro Nakamura        | JPN  | 1:50,94    |
| 4     | Jamal Hairane            | QAT  | 1:52,09    |
| 5     | Sergei Tulapin           | KAZ  | 1:55,24    |
|       | Farhan Ahmad             | PAK  | 1:59,94    |

Finale: 16. Februar 2014

### 1500 m
| Platz | Athlet                | Land | Zeit (min)  |
| ----- | --------------------- | ---- | ----------- |
| 1     | Mohamad al-Garni      | QAT  | 3:48,79     |
| 2     | Omar al-Rasheedi      | KUW  | 3:50,79     |
| 3     | Hossein Keyhani       | IRI  | 3:50,80     |
| 4     | Yuxi Luo              | CHN  | 3:53,39     |
| 5     | Ali Fahimi            | IRI  | 3:55,41     |
| 6     | Munkhbayar Narandulam | MGL  | 3:55,48 NIR |
| 7     | Adilet Kyschtakbekow  | KGZ  | 3:59,29     |
| 8     | Jerdschan Askarow     | KGZ  | 4:00,02     |

15. Februar 2014
Dem ursprünglich zweitplatzierten Katarer Hamza Driouch wurde die Silbermedaille nachträglich wegen eines positiven Dopingtests aberkannt.

### 3000 m
| Platz | Athlet                | Land | Zeit (min)  |
| ----- | --------------------- | ---- | ----------- |
| 1     | Mohamad al-Garni      | QAT  | 8:08,65     |
| 2     | Abubaker Ali Kamal    | QAT  | 8:09,48     |
| 3     | Tetsuya Yoroizaka     | JPN  | 8:11,73     |
| 4     | Zhang Songlin         | CHN  | 8:13,61     |
| 5     | Ali Fahimi            | IRI  | 8:23,67     |
| 6     | Munkhbayar Narandulam | MGL  | 8:34,15 NIR |
| 7     | Adilet Kyschtakbekow  | KGZ  | 8:35,44     |
| 8     | Erschan Askarow       | KGZ  | 8:26,62     |

16. Februar 2014

### 60 m Hürden
| Platz | Athlet                  | Land | Zeit (s) |
| ----- | ----------------------- | ---- | -------- |
| 1     | Abdulaziz al-Mandeel    | KUW  | 7,80     |
| 2     | Yaqoub Mohamed al-Youha | KUW  | 7,90     |
| 3     | Huang Hao               | CHN  | 7,90     |
| 4     | Jiang Fan               | CHN  | 7,91     |
| 5     | Arumugam Suresh         | IND  | 8,08 NIR |
| 6     | Saif Sabbah Khalifa     | QAT  | 8,09     |
| 7     | Rio Maholtra            | INA  | 8,27     |
|       | Ameer Shakir            | IRQ  | DNS      |

Finale: 15. Februar 2014

### 4 × 400-m-Staffel
| Platz | Land                | Athleten                                                                | Zeit (min)     |
| ----- | ------------------- | ----------------------------------------------------------------------- | -------------- |
| 1     | Kasachstan          | Dmitri Korabelnikow Igor Kondratjew Omirserik Bekenow Sergei Saikow     | 3:12,94 CR NIR |
| 2     | Volksrepublik China | Zhang Huadong Qin Jian Chen Jianxin Zhu Chenbin                         | 3:13,43        |
| 3     | Oman                | Obaid al-Quraini Ahmed al-Merjabi Othman al-Busaidi Ahmed Mubarak Saleh | 3:13,49 NIR    |
| 4     | Iran                | Reza Ghasemi Hadi Rahimi Hossein Keihani Mehdi Zamani                   | 3:13,55        |
|       | Macau               |                                                                         | DNS            |
|       | Kuwait              |                                                                         | DNS            |

16. Februar 2014

### Hochsprung
| Platz | Athlet                | Land | Höhe (m) |
| ----- | --------------------- | ---- | -------- |
| 1     | Mutaz Essa Barshim    | QAT  | 2,36     |
| 2     | Majd Eddin Ghazal     | SYR  | 2,20     |
| 3     | Zhang Guowei          | CHN  | 2,20     |
| 4     | Jurij Dergatschew     | KAZ  | 2,20     |
| 5     | Li Peng               | CHN  | 2,15     |
| 6     | Bai Long              | CHN  | 2,15     |
| 7     | Muamer Aissa Barsham  | QAT  | 2,10     |
| 8     | Nauraj Singh Randhawa | MAS  | 2,10     |

16. Februar 2014

### Stabhochsprung
| Platz | Athlet         | Land | Höche (m) |
| ----- | -------------- | ---- | --------- |
| 1     | Hsieh Chia-han | TPE  | 5,15      |
| 2     | Zhou Bo        | CHN  | 5,15      |
| 3     | Ryō Tanaka     | JPN  | 5,15      |
| 4     | Han Du-hyeon   | KOR  | 5,00      |
| 4     | Lu Yao         | CHN  | 5,00      |
|       | Iskandar Alwi  | MAS  | NM        |

15. Februar 2014

### Weitsprung
| Platz | Athlet              | Land | Weite (m) |
| ----- | ------------------- | ---- | --------- |
| 1     | Saleh al-Haddad     | KUW  | 7,94 NIR  |
| 2     | Mohammad Arzandeh   | IRI  | 7,80 NIR  |
| 3     | Xie Lei             | CHN  | 7,76      |
| 4     | Zhang Yaoguang      | CHN  | 7,69      |
| 5     | Konstantin Safronow | KAZ  | 7,50      |
| 6     | Henry Dagmil        | PHI  | 7,43      |
| 7     | Lin Hung-min        | TPE  | 7,29      |
| 8     | Andrey Reznichenko  | UZB  | 7,22      |

15. Februar 2014

### Dreisprung
| Platz | Athlet                 | Land | Weite (m) |
| ----- | ---------------------- | ---- | --------- |
| 1     | Fu Haitao              | CHN  | 16,21     |
| 2     | Roman Walijew          | KAZ  | 16,16     |
| 3     | Ruslan Qurbonov        | UZB  | 16,00 PB  |
| 4     | Muhammad Hakimi Ismail | MAS  | 16,00 NIR |
| 5     | Mohamed Salman         | BHR  | 15,97 NIR |
| 6     | Zhang Yaoguang         | CHN  | 15,97     |
| 7     | Daigo Hasegawa         | JPN  | 15,81     |
| 8     | Vasilis Monolis        | UZB  | 15,35     |

16. Februar 2014

### Kugelstoßen
| Platz | Athlet                | Land | Weite (m) |
| ----- | --------------------- | ---- | --------- |
| 1     | Om Prakash Karhana    | IND  | 19,07     |
| 2     | Wang Guangfu          | CHN  | 18,64     |
| 3     | Li Jun                | CHN  | 18,52 PB  |
| 4     | Meshari Suroor Saad   | KUW  | 18,26     |
| 5     | Grigoriy Kamulya      | UZB  | 18,15     |
| 6     | Sergey Dementev       | UZB  | 17,83     |
| 7     | Adi Aliffuddin Hussin | MAS  | 16,13     |
| 8     | Tejen Hommadow        | TKM  | 15,58     |

16. Februar 2014

### Siebenkampf
| Platz | Athlet            | Land | Punkte   |
| ----- | ----------------- | ---- | -------- |
| 1     | Dmitri Karpow     | KAZ  | 5752     |
| 2     | Akihiko Nakamura  | JPN  | 5693 NIR |
| 3     | Leonid Andreyev   | UZB  | 5561     |
| 4     | Guo Qi            | CHN  | 5268     |
| 5     | Wang Qunhao       | CHN  | 5230     |
| 6     | Jesson Ramil Cid  | PHI  | 4565 NIR |
|       | Hadi Sepehrzad    | IRI  | DNF      |
|       | Abdoljalil Toumaj | IRI  | DNF      |

Finale: 16. Februar 2014

## Ergebnisse Frauen

### 60 m
| Platz | Athletin         | Land | Zeit (s)  |
| ----- | ---------------- | ---- | --------- |
| 1     | Tao Yujia        | CHN  | 7,36      |
| 2     | Olga Safronowa   | KAZ  | 7,41      |
| 3     | Maryam Tousi     | IRI  | 7,50      |
| 4     | Fong Yee Pui     | HKG  | 7,55 =NIR |
| 5     | Lin Huijun       | CHN  | 7,57      |
| 6     | Khanrutai Pakdee | THA  | 7,58      |
| 7     | Shanti Pereira   | SGP  | 7,61 NIR  |
| 8     | Lam On Ki        | HKG  | 7,67      |

Finale: 15. Februar 2014

### 400 m
| Platz | Athletin          | Land | Zeit (s) |
| ----- | ----------------- | ---- | -------- |
| 1     | Maryam Tousi      | IRI  | 54,24    |
| 2     | Julija Rachmanowa | KAZ  | 54,37    |
| 3     | Olga Andrejewa    | KAZ  | 55,74    |
| 4     | Anilda Thomas     | IND  | 56,08    |
| 5     | Cheng Chong       | CHN  | 56,86    |
| 6     | Natalya Asanova   | UZB  | 56,96    |

Finale: 15. Februar 2014

### 800 m
| Platz | Athletin            | Land | Zeit (min)  |
| ----- | ------------------- | ---- | ----------- |
| 1     | Tatjana Jurtschenko | KAZ  | 2:14,20     |
| 2     | Xenija Faiskanowa   | KGZ  | 2:14,47     |
| 3     | Tatjana Nerosnak    | KAZ  | 2:14,61     |
| 4     | Lismawati Ilang     | INA  | 2:15,44 NIR |
| 5     | Jiang Zirui         | CHN  | 2:29,10     |

16. Februar 2014

### 1500 m
| Platz | Athletin                 | Land | Zeit (min) |
| ----- | ------------------------ | ---- | ---------- |
| 1     | Maryam Yusuf Jamal       | BHR  | 4:19,42    |
| 2     | Betlhem Desalegn         | VAE  | 4:19,83    |
| 3     | Wiktorija Poljudina      | KGZ  | 4:25,36 NR |
| 4     | Irina Moroz              | UZB  | 4:25,98    |
| 5     | Xenija Faiskanowa        | KGZ  | 4:30,39    |
| 6     | Shinetsetseg Chuluunkhuu | MGL  | 4:38,07 NR |
| 7     | Zang Chunxue             | CHN  | 4:57,18    |

15. Februar 2014

### 3000 m
| Platz | Athletin                 | Land | Zeit (min)     |
| ----- | ------------------------ | ---- | -------------- |
| 1     | Maryam Yusuf Jamal       | BHR  | 08:43,16 CR NR |
| 2     | Betlhem Desalegn         | VAE  | 08:46,54 NR    |
| 3     | Alia Saeed Mohammed      | VAE  | 08:56,78       |
| 4     | Irina Moroz              | UZB  | 09:33,64       |
| 5     | Gulschanoi Satarowa      | KGZ  | 09:34,77       |
| 6     | Wiktorija Poljudina      | KGZ  | 09:39,28       |
| 7     | Shinetsetseg Chuluunkhuu | MGL  | 10:03,91       |
| 8     | Li Wenjie                | CHN  | 10:30,72       |

16. Februar 2014

### 60 m Hürden
| Platz | Athletin              | Land | Zeit (s)    |
| ----- | --------------------- | ---- | ----------- |
| 1     | Wu Shuijiao           | CHN  | 8,02 CR NIR |
| 2     | Anastassija Pilipenko | KAZ  | 8,27        |
| 3     | Sun Yawei             | CHN  | 8,37        |
| 4     | Lui Lai Yiu           | HKG  | 8,76        |
| 5     | Nursheena Azhar Raja  | MAS  | 8,78        |
| 6     | Lo Wing Yee           | HKG  | 8,89        |

15. Februar 2014

### 4 × 400-m-Staffel
| Platz | Land                | Athletinnen                                                            | Zeit (s) |
| ----- | ------------------- | ---------------------------------------------------------------------- | -------- |
| 1     | Kasachstan          | Elina Michina Tatjana Jurtschenko Olga Andrejewa Julija Rachmanowa     | 3:42,45  |
| 2     | Thailand            | Karat Srimuang Atchima Eng-Chuan Pornpan Hoemhuk Treewadee Yongphan    | 3:42,55  |
| 3     | Volksrepublik China | Zhou Yanling Chen Jingwen Li Manyuan Wang Huan                         | 3:43,89  |
| 4     | Kirgisistan         | Gulschanoi Satarowa Anna Bulanowa Wiktorija Poljudina Xenia Faiskanowa | 4:12,29  |

16. Februar 2014

### Hochsprung
| Platz | Athletin          | Land | Höhe (m)    |
| ----- | ----------------- | ---- | ----------- |
| 1     | Svetlana Radzivil | UZB  | 1,96 CR NIR |
| 2     | Zheng Xingjuan    | CHN  | 1,91        |
| 3     | Zhao Jian         | CHN  | 1,80        |
| 4     | Zhang Luyu        | CHN  | 1,75        |
| 5     | Yuki Mimura       | JPN  | 1,75 SB     |

16. Februar 2018

### Stabhochsprung
| Platz | Athletin        | Land | Höche (m) |
| ----- | --------------- | ---- | --------- |
| 1     | Tomomi Abiko    | JPN  | 4,30      |
| 2     | Ren Mengqian    | CHN  | 4,15      |
| 2     | Xu Huiqin       | CHN  | 4,15      |
| 4     | Kanae Tatsuta   | JPN  | 3,80      |
| 5     | Khyati Vakharia | IND  | 3,80 NIR  |
| 6     | Liu Jingyi      | CHN  | 3,60      |

15. Februar 2014

### Weitsprung
| Platz | Athletin                   | Land | Weite (m) |
| ----- | -------------------------- | ---- | --------- |
| 1     | Yurina Hiraka              | JPN  | 6,34      |
| 2     | Darya Reznichenko          | UZB  | 6,30      |
| 3     | Jiang Yanfei               | CHN  | 6,22      |
| 4     | Maria Natalia Londa        | INA  | 6,18      |
| 5     | Anastasiya Juravlyeva      | UZB  | 6,15      |
| 6     | Wang Wupin                 | CHN  | 6,13      |
| 7     | Anna Bulanowa              | KGZ  | 5,78 PB   |
| 8     | Nurul Jannah Mohd Zulkifli | SGP  | 5,33 NIR  |

15. Februar 2014

### Dreisprung
| Platz | Athletin                | Land | Weite (m) |
| ----- | ----------------------- | ---- | --------- |
| 1     | Anastasiya Juravlyeva   | UZB  | 13,60     |
| 2     | Aleksandra Kotlyarova   | UZB  | 13,45     |
| 3     | Li Xiaohong             | CHN  | 13,43     |
| 4     | Deng Lina               | CHN  | 13,26     |
| 5     | Thitima Muangjan        | THA  | 13,25     |
| 6     | Irina Ektowa            | KAZ  | 13,09     |
| 7     | Nellickal Verkay Sheena | IND  | 12,48     |
| 8     | Jekaterina Ektowa       | KAZ  | 12,38     |

16. Februar 2014

### Kugelstoßen
| Platz | Athletin         | Land | Weite (m) |
| ----- | ---------------- | ---- | --------- |
| 1     | Safiya Burxonova | UZB  | 16,80     |
| 2     | Bian Ka          | CHN  | 16,60     |
| 3     | Lin Chia-ying    | TPE  | 16,52 NIR |
| 4     | Xu Jiaqi         | CHN  | 15,55     |

15. Februar 2014

### Fünfkampf
| Platz | Athletin            | Land | Punkte |
| ----- | ------------------- | ---- | ------ |
| 1     | Wang Qingling       | CHN  | 4642   |
| 2     | Yuliya Tarasova     | UZB  | 3985   |
| 3     | Irina Karpowa       | KAZ  | 3951   |
| 4     | Yekaterina Voronina | UZB  | 3951   |
| 5     | Sepideh Tavakoli    | IRI  | 3951   |
| 6     | Zhang Huan          | CHN  | 3671   |
| 7     | Li Weijian          | CHN  | 3534   |
| 8     | Chu Chia-ling       | TPE  | 3524   |

Finale: 16. Februar 2014

## Abkürzungen
| - WR = Weltrekord - WJR = Juniorenweltrekord - OR = olympischer Rekord - YOR = olympischer Jugendrekord - AR = Kontinentalrekord - AJR = Juniorenkontinentalrekord - NR = nationaler Rekord - NJR = nationaler Juniorenrekord - CR = Meisterschaftsrekord - MR = Veranstaltungsrekord | - WB = Weltbestleistung - WJB = Juniorenweltbestleistung - WYB = Jugendweltbestleistung - AB = Kontinentbestleistung - AJB = Juniorenkontinentalbestleistung - AYB = Jugendkontinentalbestleistung - NB = nationale Bestleistung - NJB = nationale Juniorenbestleistung - NYB = nationale Jugendbestleistung | - PB = persönliche Bestleistung - SB = persönliche Saisonbestleistung - QB = Qualifikationsbestleistung - WL = Weltjahresbestleistung - WJL = Juniorenweltjahresbestleistung - WYL = Jugendweltjahresbestleistung - DSQ = disqualifiziert (engl. Disqualified) - DNS = Wettkampf nicht angetreten (engl. Did Not Start) - DNF = Wettkampf nicht beendet (engl. Did Not Finish) |

## Medaillenspiegel
| Medaillenspiegel | Medaillenspiegel             | Medaillenspiegel | Medaillenspiegel | Medaillenspiegel | Medaillenspiegel |
| Platz            | Land                         | Gold             | Silber           | Bronze           | Gesamt           |
| ---------------- | ---------------------------- | ---------------- | ---------------- | ---------------- | ---------------- |
| 01               | Katar                        | 5                | 3                | 0                | 8                |
| 02               | Volksrepublik China          | 4                | 7                | 9                | 20               |
| 03               | Kasachstan                   | 4                | 5                | 3                | 12               |
| 04               | Usbekistan                   | 3                | 3                | 2                | 8                |
| 05               | Kuwait                       | 2                | 2                | 1                | 5                |
| 06               | Japan                        | 2                | 1                | 3                | 6                |
| 07               | Iran                         | 2                | 1                | 2                | 5                |
| 08               | Bahrain                      | 2                | 0                | 0                | 2                |
| 09               | Chinesisch Taipeh            | 1                | 0                | 1                | 2                |
| 10               | Indien                       | 1                | 0                | 0                | 1                |
| 11               | Vereinigte Arabische Emirate | 0                | 2                | 1                | 3                |
| 12               | Kirgisistan                  | 0                | 1                | 1                | 2                |
| 13               | Thailand                     | 0                | 1                | 0                | 1                |
| 13               | Syrien                       | 0                | 1                | 0                | 1                |
| 15               | Oman                         | 0                | 0                | 2                | 2                |
| Gesamt           | Gesamt                       | 26               | 27               | 25               | 78               |